# 胡紘
胡紘（1137年—1203年），字幼度，處州遂昌（今浙江麗水市庆元縣）人，南宋官员。

## 生平
宋孝宗隆興元年（1163年）進士。紹熙五年，因刑部尚書京鏜推薦，監都進奏院，遷司農寺主簿、秘書郎。淳熙十五年（1188年）纮嘗拜見朱熹於武夷山，熹待學子惟脫粟飯，遇纮不能異也。纮不悅，語人曰：“此非人情。隻雞樽酒，山中未為乏也。”寧宗庆元元年七月，御史中丞何澹上书禁道学，对道学进行猛烈抨击。十一月，时任监察御史的胡紘在韓侂胄支持下，弹劾宰相赵汝愚，至使赵汝愚被贬，并死于任职途中。慶元二年（1196年）十二月，随着赵汝愚的去职死亡，沈繼祖聯合胡紘彈劾朱熹，論「不孝其親」、「不敬於君」、「不忠於國」、「玩侮朝廷」、「哭弔汝愚」、「為害風教」等六大罪，第六條又有“誘引尼姑以為寵妾”，“家婦不夫而孕”之言；還主張斬熹之首，以絕朱學，朱熹被打成伪学魁首，并把“逆学”升级为“逆党”，置《伪学逆党籍》，入籍者永不录用，史稱「慶元黨案」。朱熹趕忙上書：“草茅賤士，章句腐儒，唯知偽學之傳，豈適明時之用”，並表示“深省昨非，細尋今是”。後升任太常寺少卿、起居舍人，工部、礼部及吏部侍郎等要职。嘉泰元年（1201年）因“同知贡举考，宏词不当”，罢职歸里。嘉泰三年（1203年）十月致仕，同年病故，年六十七。

## 胡紘夫妇墓葬
2014年3月，胡紘夫妇墓在浙江庆元松源街道和山小学附近工地被发现，随后进行发掘，出土文物34件套，还出土胡紘墓志石碑。碑文凡七百余字，阴刻，书法隽永，典型的宋楷大小欧风格。为胡紘次子胡正卿26岁时书写。